# Sardinera (Fajardo)
Sardinera es un barrio ubicado en el municipio de Fajardo en el estado libre asociado de Puerto Rico. En el Censo de 2010 tenía una población de 1.190 habitantes y una densidad poblacional de 389,04 personas por km².

## Geografía
Sardinera se encuentra ubicado en las coordenadas 18°20′45″N 65°38′34″O / 18.34583, -65.64278. Según la Oficina del Censo de los Estados Unidos, Sardinera tiene una superficie total de 3.06 km², de la cual 2.45 km² corresponden a tierra firme y (19.81%) 0.61 km² es agua.

## Demografía
Según el censo de 2010, había 1.190 personas residiendo en Sardinera. La densidad de población era de 389,04 hab./km². De los 1.190 habitantes, Sardinera estaba compuesto por el 67.23% blancos, el 17.9% eran afroamericanos, el 0.34% eran amerindios, el 0.34% eran asiáticos, el 8.57% eran de otras razas y el 5.63% pertenecían a dos o más razas. Del total de la población el 97.48% eran hispanos o latinos de cualquier raza.